# Glaresídeos
Glaresídeos (Glaresidae) é uma família de coleópteros. Apresentam tamanho de 2,5 mm a 6,0 mm de comprimento. A família apresenta quatro gêneros, no qual três são extintos, e apenas o gênero Glaresis é extante. Distribuem-se em todos os continentes, exceto na Oceania. No Brasil ocorre apenas a espécie G. pardoalcaidei.

## Gêneros
- Aphodiites †
- Cretoglaresis †
- Glaresis
- Lithoglaresis †